# Лейхтенштерн, Оттон
Оттон Лейхтенштерн (нем. Otto Michael Ludwig Leichtenstern; 1845—1900) — выдающийся немецкий врач-терапевт. 

## Биография
Родился в Ингольштадте 14 октября 1845 года в семье капитана Людвига Лейхтенштерна (?—1866); мать — Франциска (Фанни), урожденная Зеехольцер. В 1847 году родился его брат, Карл Лейхтенштерн, ставший генерал-майором, командиром 10-й Королевской баварской пехотной бригады (1899–1901).
Отто Лайхтернштерн сначала учился в «Королевской баварской латинской школе» (Reuchlin-Gymnasium  (нем.)), затем — в Вюрцбургском и Мюнхенском университетах; в последнем в 1869 году получил степень доктора медицины. После этого, в 1869—1871 гг. он был помощником Карла фон Пфайфера и Йозефа фон Линдвурма. В 1871 году, после смерти Ф. Нимейера, возглавил медицинскую клинику в Тюбингене. Получил абилитацию и в 1875 году был назначен профессором Тюбингенского университета. С 1879 года до смерти состоял главным врачом терапевтического отделения городского госпиталя в Кёльне.
Умер 23 февраля 1900 года в Кёльне. Похоронен на кладбище Мелатен; могила утрачена.
Лейхтенштерну принадлежит огромное число трудов в различных областях медицины. Главнейшие из них: «Allgemeine Balneotherapie» (в Цимсена «Handb. d. allg. Therapie», 1880, II); «Die plötzlichen Todesfälle bei pleuritischen Exsudaten» («Arch. f. Klin. Med.», 1880, XXV); «Ueber Pons-Erkrankungen und die seitliche Deviation der Augen bei Hirnkrankheiten» («Deut. medicin. Woch.», 1881); «Die Symptomatologie der Brücken-Erkrankungen» (вместе с Гунниусом, 1881); «Die Diagnose der Thrombose der Hirnsinus» («Deut. med. Woch.», 1880); «Zur Kenntniss in Entfernung vernehmbarer Herz und Lungengeräusche» (ib.); «Ueber progressive perniciöse Anaemie bei Tabes-Kranken» (ib., 1884); «Ueber conträre oder paradoxe Chinin-Wirkung» (ib.); «Ueber intravenöse Kochsalz-Infusion bei Verblutungen» («Volkmann’s Samml. Klin. Vortr.», 1891, № 25); «Die epidem. Genickstarre in Rheinland und Westfalen» (в юбилейн. издании в честь Петенкофера, Бонн, 1893); «Die Influenza and Dengue» (в «Handb. d. spez. Pathol. u. Therapie», IV, 1896); «Die Behandlung der Krankheiten der Leber und Gallengänge, der Pankreaskrankheiten etc.» (в «Handb. d. Therapie innerer Krankheiten» Пенцольдта и Штинцига, 2-е изд., IV, Иена, 1898); «Ueber infectiöse Lungenentzündungen etc.» (Бонн, 1899) и мн. др. В России изданы:
- Общая бальнеотерапия / Пер. под ред. д-ра М. Милютина. — СПб.: К. Риккер, 1884.  [4], 260 с. — (Руководство к общей терапии / Под ред. H. Ziemssen'а, проф.; Т. 2. Ч. 2)
- Инфлуэнца : Гигиена, диэта и лечение / Проф. д-р О. Лейхтенштерн; (Prof. Dr. O. Leichtenstern: Influenza u. Dengue Fieber); Пер. с послед. нем. изд. под ред. [и с предисл.] д-ра мед. В. И. Рамма. — СПб.: В. И. Губинский, 1899. — 78 с.
- Кишечные паразиты : В общедоступ. излож. / Проф. Лейхтенштерн. — СПб.: тип. журн. «Народное здравие», 1901. — 32 с. — (Библиотека «Народного здравия» [1901]. № 45)
- Желтуха : В общедоступ. изложении / Проф. Лейхтенштерн. Пер. с нем. — СПб.: тип. журн. «Народное здравие», 1901. — 32 с.